# Hongaarse minderheden
Hongaarse minderheden bestaan uit etnische groepen met Hongaars als moedertaal maar die buiten Hongarije wonen. In de praktijk bedoelt men meestal enkel de minderheden in de buurlanden van Hongarije en niet de Hongaren die naar West-Europa, Israël of Amerika zijn geëmigreerd.

## Geschiedenis
Tot de Eerste Wereldoorlog vormden de Hongaren ongeveer de helft van de bevolking van het Koninkrijk Hongarije, maar waren vooral in het kerngebied daarvan geconcentreerd. In 1920 werden bij het Verdrag van Trianon de gebieden rondom die kern verdeeld onder oude en nieuwe buurlanden. Omdat Hongarije de oorlog had verloren, kreeg het echter geen inspraak bij het bepalen van de nieuwe grenzen. Grote Hongaarse bevolkingsgroepen werden zo inwoner van een van de buurlanden. De Csángó's, een Hongaarstalige etnische groep uit Oost-Roemenië, hebben evenwel nooit binnen het Hongaarse Rijk gewoond maar hebben wel hun oorspronkelijke cultuur en de archaïsche Hongaarse taal behouden.

## Politiek
De Hongaren hebben de bepalingen van Trianon altijd als een groot onrecht ervaren en voelen zich tot op de dag van vandaag betrokken bij hun taalgenoten over de grens, wat expliciet staat in artikel 6 van de Hongaarse grondwet. Dit uitgangspunt werd in 2001 vertaald naar de statuswet, waardoor spanningen ontstonden met Slowakije en Roemenië.
Op 5 december 2004 werd in Hongarije een dubbel referendum georganiseerd over enerzijds het toekennen van de Hongaarse nationaliteit aan etnische Hongaren uit het buitenland, en anderzijds over de privatisering van de ziekenhuizen. Een zeer nipte meerderheid stemde voor het eerste en een ruime meerderheid tegen het tweede, maar het referendum werd door de regering van Ferenc Gyurcsány ongeldig verklaard door een te lage opkomst. De liberaal-socialistische regering voerde campagne tegen de goedkeuring van beide voorstellen, en stelde dat de verlening van een dubbele nationaliteit een massale arbeidsmigratie vanuit de armere buurlanden in gang zou zetten en het Hongaarse overheidsbudget nog verder zou belasten. De oppositiepartij Fidesz van voormalig premier Viktor Orbán voerde campagne voor de goedkeuring van de beide voorstellen en vroeg de regering alsnog de dubbele nationaliteit goed te keuren.
In 2010 toen Fidesz opnieuw aan de macht kwam was de wet op het staatsburgerschap als een van de eerste acties van de nieuwe regering tot stand. Dit betekent dat de Hongaren buiten de grenzen recht hebben op het Hongaars Staatsburgerschap. In december 2013 legde de bekende Roemeense Hongaar Csaba Böjte als 500.000ste de eed af en kreeg het Hongaars Staatsburgerschap.
In 2019 was het aantal Hongaren uit de buurlanden met een Hongaars Staatsburgerschap opgelopen tot 1,1 miljoen personen.

## Overzicht van de Hongaarse minderheden
Roemenië
    1.268.444 (2011)

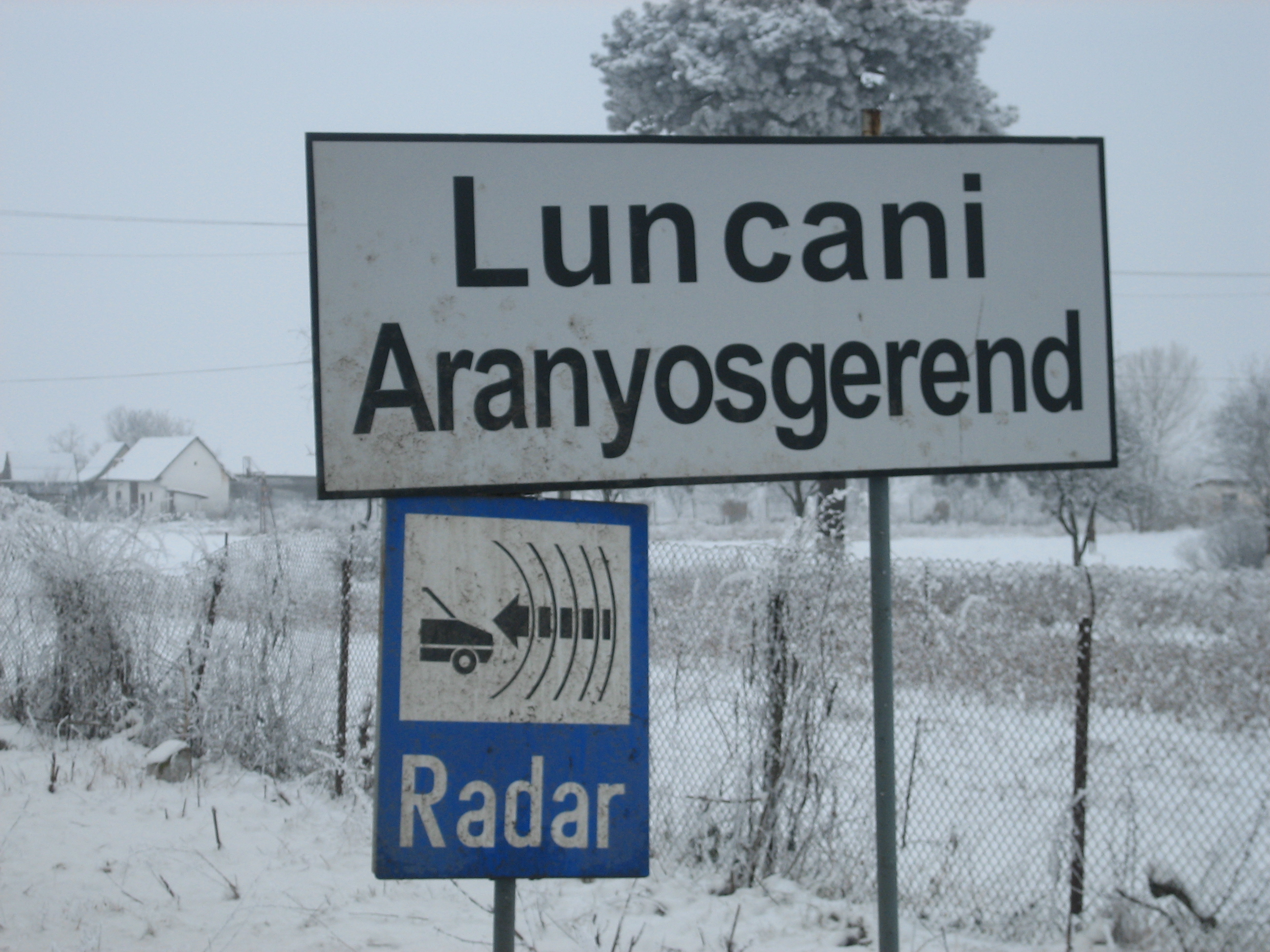
Tweetalig (Roemeens-Hongaars) bord in Roemenië

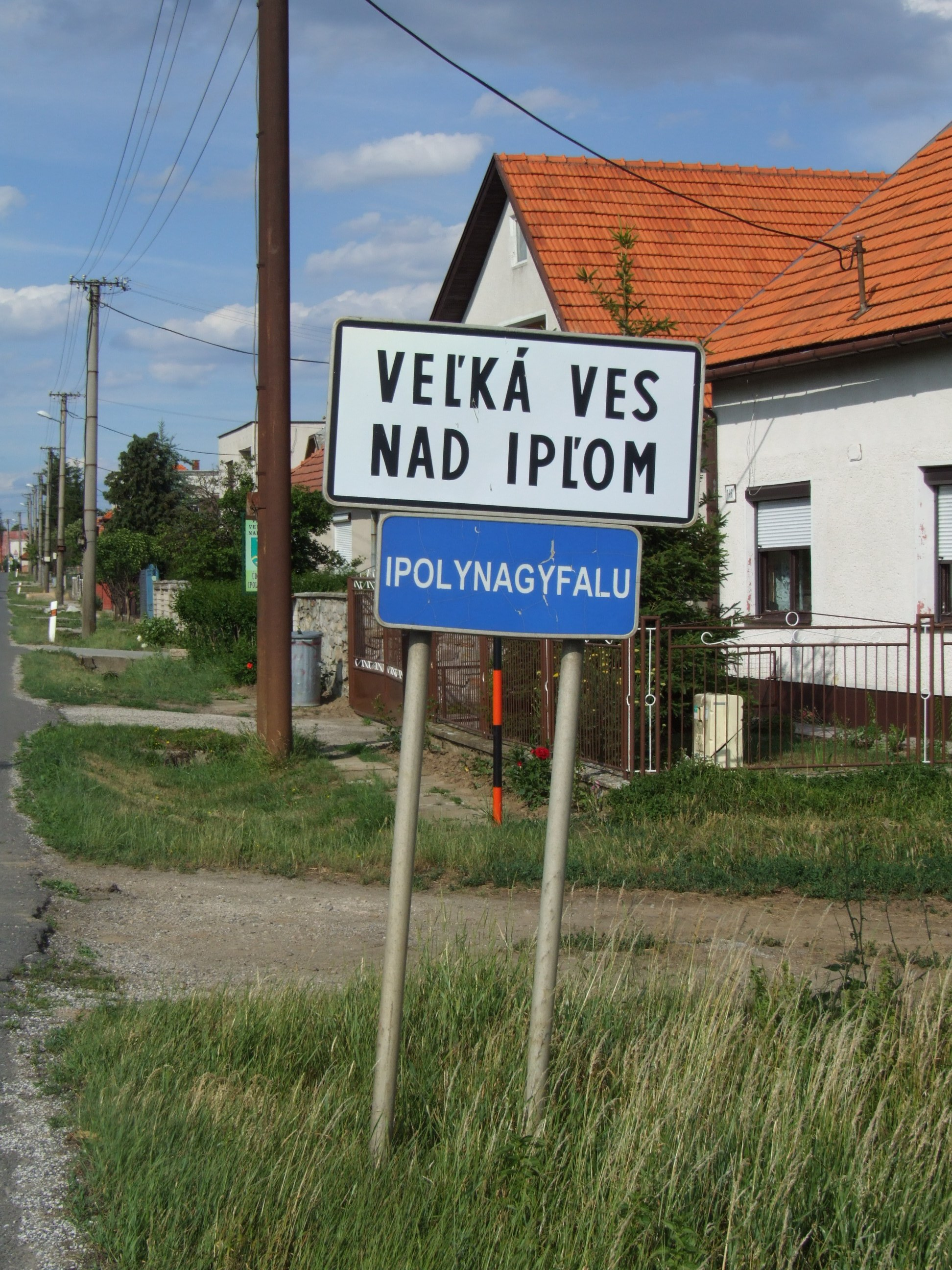
Tweetalig (Slowaaks-Hongaars) bord in Slowakije

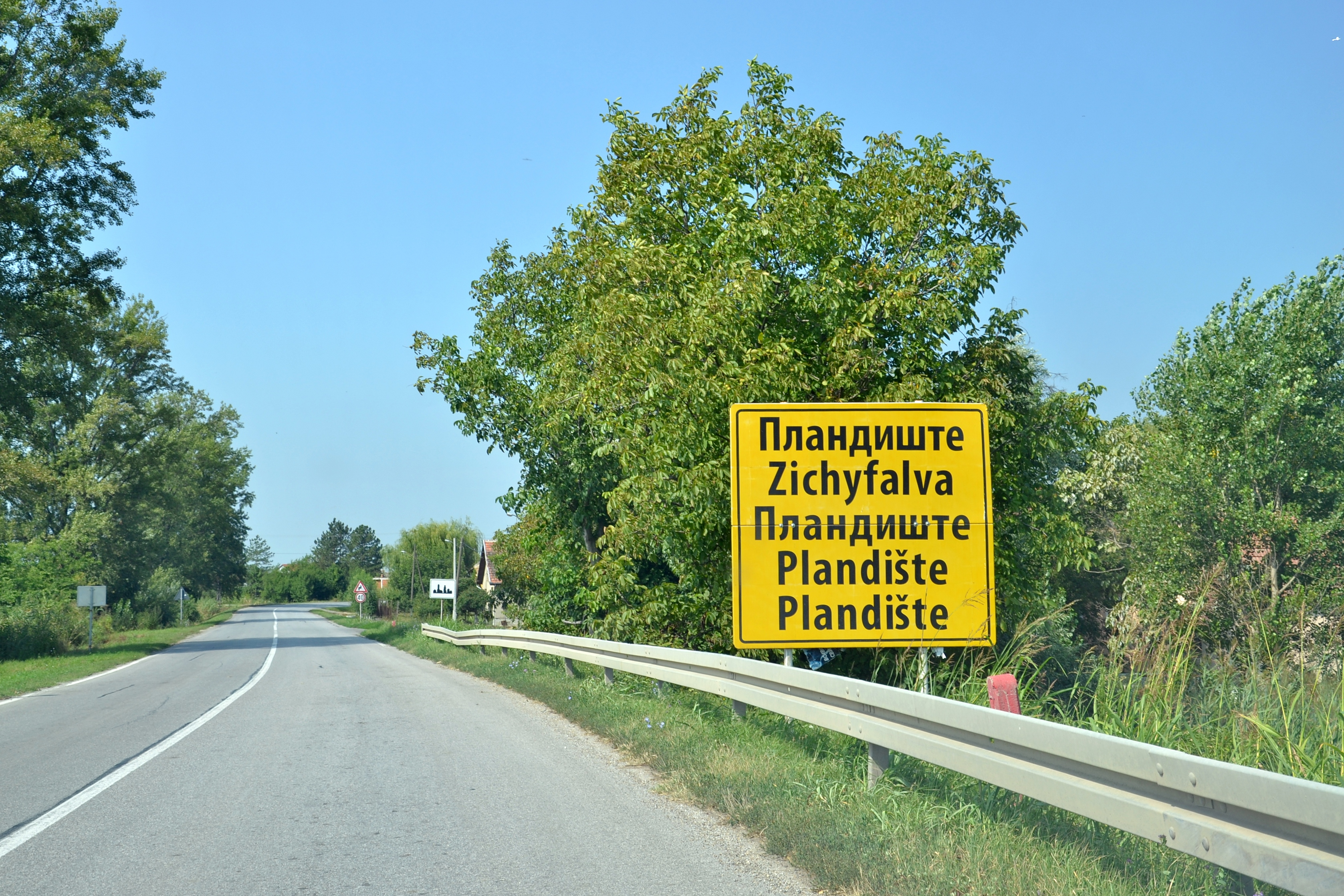
Meertalig bord met Hongaars in Servië

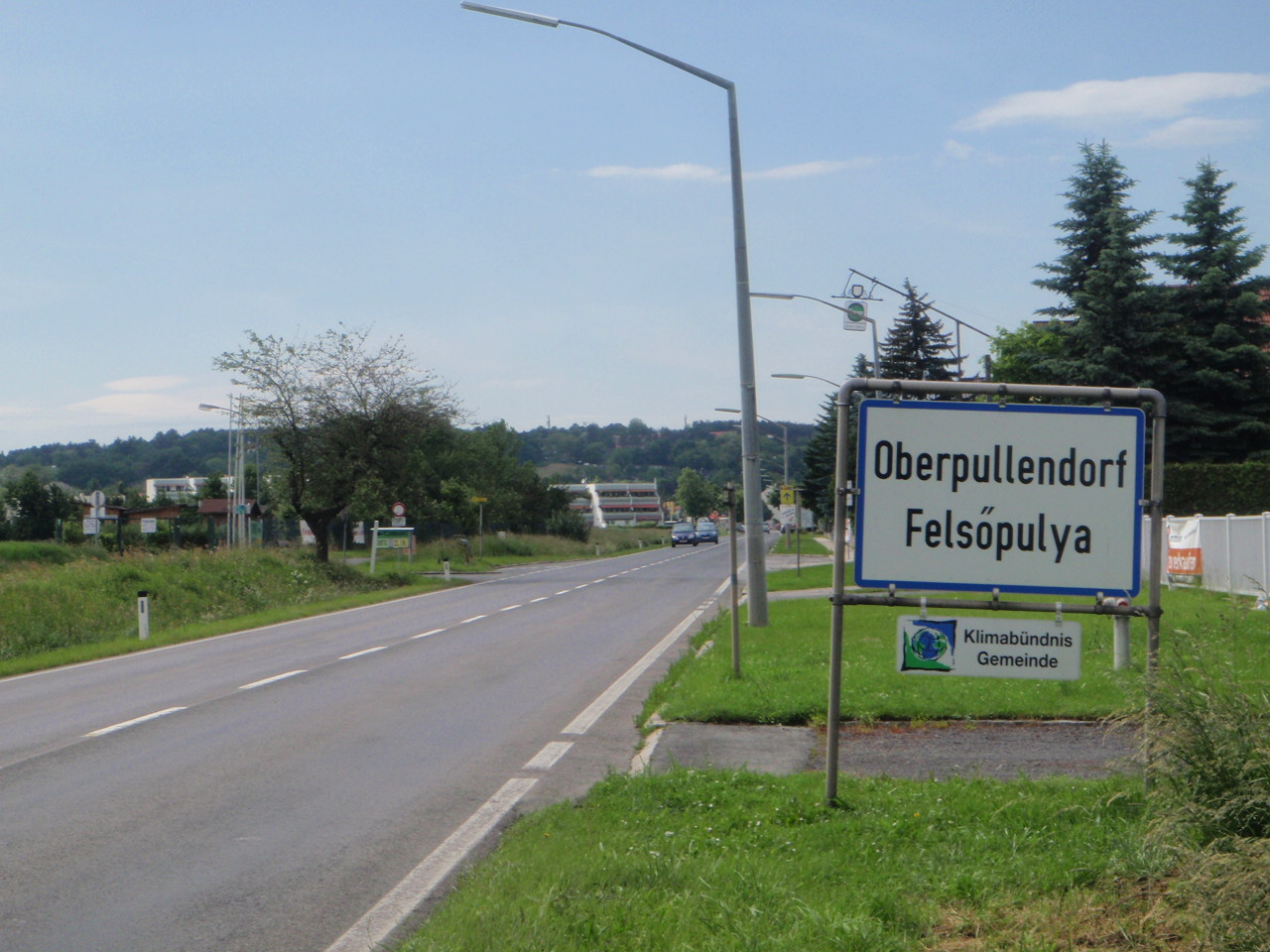
Tweetalig (Duits-Hongaars) bord in Oostenrijk

De Hongaarse minderheid in Roemenië is de grootste minderheid in Roemenië en maakt er 6,7% van de totale bevolking uit. De meeste Hongaren wonen er in Zevenburgen of Transsylvanië, waar ze ongeveer 20% van de bevolking uitmaken. Hierin zijn ook de historische regio's Banaat, Crișana en Maramureș inbegrepen. De Hongaren vormen de meerderheid in de districten Harghita (84,61%) en Covasna (73,81%) en een grote minderheid in Mureș (39,3%), Satu Mare (35,22%), Bihor (25,91%) en Sălaj (23,07%). Volksgroepen die tot deze minderheid behoren zijn de Szeklers en de Csángó's.
Binnen Roemenië zijn er twee regio's waar de Hongaren aanspraak maken op autonomie; Szeklerland en Partium. In de regio Szeklerland leven 609.033 etnische Hongaren in een afgebakend gebied op een totale bevolking van 1.063.455 inwoners en vormen een meerderheid van 59,2%. Als de westelijke delen van het district Mures buiten beschouwing worden gelaten loopt het percentage Hongaren op tot ruim 90% van de bevolking. 
In de regio Partium wonen 314.914 Hongaren (28%) op een totale bevolking van 1.144.142 inwoners. De Hongaren wonen in Partium vooral langs de grens met Hongarije en in een grote enclave in het district Salaj.
 Slowakije
    458.467 (2011)

De Hongaarse minderheid in Slowakije is de grootste minderheid in Slowakije en maakt 8.5% van de totale bevolking van het land uit. Het is na de Hongaarse minderheid in Roemenië de grootste Hongaarse gemeenschap buiten Hongarije en woont in het hele zuiden van het land, aan de grens met Hongarije.
 Servië
    253.899 (2011)

De Hongaarse minderheid in Servië is met 3,53% van de hele bevolking na de Albanezen (of Kosovaren) de grootste minderheid in Servië. Ze wonen voor het overgrote deel in de noordelijke provincie Vojvodina, waar ze 12,48% van de bevolking uitmaken. In die provincie is het Hongaars een van de zes officiële talen.
 Oekraïne
    156.600 (2001)

De Hongaarse minderheid in Oekraïne maakt 0,3% van de Oekraïense bevolking uit. Ze woont geconcentreerd langs de Hongaarse grens in het oblast Transkarpatië. De Hongaren vormen in die provincie 12,1% van de bevolking.
 Oostenrijk
    40.583 (2001)

De Hongaarse minderheid in Oostenrijk bedraagt, na aftrek van de Hongaarse staatsburgers, 25.884. Burgenland, in het extreme oosten van Oostenrijk, aan de Hongaarse grens, heeft een Hongaarse minderheid van 2,4%. Veel Hongaarstaligen zijn ook uitgeweken naar steden elders in het land.
 Kroatië
    14.048 (2011)

De Hongaarse minderheid in Kroatië maakt 0,33% van de totale Kroatische bevolking uit en is daarmee de vierde minderheid van het land. In het uiterste oosten vormen de Hongaren een minderheid van 2,7% in de provincie Osijek-Baranja. Circa 8000 Hongaren wonen in de streek Baranja.
 Slovenië
    6.243 (2002)

De Hongaarse minderheid in Slovenië bedraagt 0,32% en is de kleinste autochtone Hongaarse minderheid buiten Hongarije. In Prekmurje, in het uiterste oosten aan de Hongaarse grens, is het Hongaars in de gemeenten Hodoš, Dobrovnik en Lendava een officiële taal.

## Hongaarstalige publieke media in de buurlanden
- In Roemenië woont de grootste groep etnische Hongaren. De Roemeense publieke omroep TVR zendt op de landelijke televisie een aantal uren in het Hongaars uit op het tweede net. Verder zenden de regionale tv zenders TVR Cluj, TVR Mures en TVR Timisoara Hongaarstalige televisieprogramma's uit. Op de radio zenden de regionale zenders Radio Cluj en Radio Mures de gehele dag in het Hongaars uit. Radio Timisoara zendt elke dag om 20:00 uur een Hongaarstalige programma uit. In de diverse regio's van Transsylvanië is hiermee voor de Hongaren een goede dekking.

- In Slowakije zendt STV op het tweede kanaal dagelijks nieuws uit in het Hongaars, verder zijn er verschillende magazines die zich richten op de Hongaren in Slowakije. Verder is er sinds 2009 het landelijke radiokanaal Rádió Pátria dat van 6:00-18:00 uur Hongaarstalige programma's uitzendt.

- In Servië zendt RTV, de publieke omroep van de autonome provincie Vojvodina op het tweede tv kanaal Hongaarstalig nieuws en achtergrond en culturele programma's uit. Op de radio is Radio 2 (Újvidéki Rádió) in geheel Voivodina 24 uur per dag te ontvangen met een totaalprogramma in het Hongaars.

- In Oekraïne zendt het TV station 21TV Uzhorod / 21TV Ungvár sinds 2018 iedere dag vanaf 20:00 tot mindernacht Hongaarstalige programma's uit. Op de radio zendt Pulzus Rádió zowel in het Hongaars als Oekraïens uit vanuit Berehove / Beregszász.

- In Slovenië zendt de regionale publieke Televizija Maribor iedere week een programma in de Hongaarse taal uit. Verder is er het de Hongaarstalige radiozender Muravidéki Magyar Rádio, die 24 uur per dag uitzendt in de omgeving van Lendva.

- In Oostenrijk zendt de publieke tv ORF wekelijks een Hongaars magazine uit, verder wordt er op de regionale zender Radio Burgenland iedere dag een nieuwsprogramma van 15 minuten uitgezonden en enkele magazines.

- In Kroatië is er sinds 1997 geen Hongaarstalig tv-programma meer te zien. De publieke omroep zendt wel enkele Hongaarstalige radio programma's uit op de regionale zender Radio Osijek / Eszéki Rádió.